# فليوت
فُلْيُوت (الاسم العلمي: Pholiota)، جنس فطور لحمي ذات أحجام متوسطة وصغيرة من فصيلة حلويات كاذبة. عادًة ما يعيش على الأخشاب. للجنس توزيع واسع النطاق، خاصة في المناطق المعتدلة الحرارة، ويحتوي على حوالي 150 نوعًا.